# إم سي إيت
آرون تايلر (من مواليد 22 مايو 1971)،  المشهور ب إم سي إيت ، هو مغني راب وممثل أمريكي. تستند العديد من أغانيه إلى حياته في كومبتون. كان اسمه شهرته مستوحى جزئيًا من الرقم الموجود في اسم كاي أر إس-ون. وهو القائد الفعلي لمجموعة ويست كوست للهيب هوب كومبتونز موست وانتد، والتي تضمنت أيضًا مغني الراب بوم بوم، وذا أنونون دي جي، وتا تشيل، ودي جي مايك تي، ودي جي سليب وآنت كابوني. وهو معروف أيضًا بدوره كأي واكس في فيلم Menace II Society عام 1993، بالإضافة إلى لعب شخصية رايدر في لعبة فيديو 2004 غراند ثفت أوتو: سان أندرياس.

## ديسكوغرافيا

### ألبومات الاستوديو
- لقد جئنا مربوطين (1994)
- تهديد الموت (1996)
- آخر رجل صامد (1997)
- القسم 8 (1999)
- N 'My Neighborhood (2000)
- Tha8t'z Gangsta (2001)
- القبض على غطاء محرك السيارة (2003)
- عيد المحاربين القدامى (2004)
- منتسب (2006)
- أي طريق إيز ويست (2017)
- رسمي (2020)
- الدروس (2020)
- ثورة جارية (2022)

### ألبومات التعاون
- الرواد مع التوابل 1 (2004)
- الموسم الجديد مع Brotha Lynch Hung (2006)
- Keep It Gangsta with Spice 1 (2006)

## فيلموغرافيا

### فيلم
| سنة  | عنوان                                           | دور       | ملحوظات                                                                 |
| ---- | ----------------------------------------------- | --------- | ----------------------------------------------------------------------- |
| 1993 | مجتمع الخطر الثاني                              | أ- الشمع  |                                                                         |
| 1996 | الأسباب                                         | نفسه      |                                                                         |
| 1999 | أكثف من الماء                                   | ليل نملة  |                                                                         |
| 2001 | 100 كيلو                                        | بوه       |                                                                         |
| 2004 | المقدمة                                         | رايدر     | أصدر قرص دي في دي كمقدمة لـ Grand Theft Auto: ملخص San Andreas. صوت فقط |
| 2006 | من صنع سلطة البطاطس؟                            | T- العظام |                                                                         |
| 2008 | بيغ سنوب دوج يقدم: مغامرات ثا بلو كاربت تريتمنت | نفسه      | صوت فقط                                                                 |
| 2013 | Streetwise x MC Eiht                            | نفسه      | فيلم قصير                                                               |

### العروض التلفازية
| سنة  | عنوان                    | دور  | ملحوظات    |
| ---- | ------------------------ | ---- | ---------- |
| 2016 | أساطير مرتفعات تشامبرلين | نفسه | حلقة واحدة |

### ألعاب الفيديو
| سنة  | عنوان                                         | دور                 | ملحوظات             |
| ---- | --------------------------------------------- | ------------------- | ------------------- |
| 2004 | جراند ثيفت أوتو: سان أندرياس                  | لانس "رايدر" ويلسون | صوت فقط             |
| 2021 | جراند ثفت أوتو: ذا تريلوجي – ذا ديفنيتف إديشن | لانس "رايدر" ويلسون | التسجيلات الأرشيفية |